# Anton Webern
Anton Webern ( audio), né le 3 décembre 1883 à Vienne et mort le 15 septembre 1945 à Mittersill, est un compositeur et chef d'orchestre autrichien. Un des premiers élèves d’Arnold Schönberg, il appartient au premier cercle de la Seconde école de Vienne.
Son nom à la naissance est Anton Friedrich Wilhelm von Webern, mais il abandonne la particule von en application de la loi autrichienne supprimant la noblesse en 1919.

## Biographie
Né dans une vieille famille noble de Vienne, Anton Webern étudie la musicologie avec Guido Adler à l'université de Vienne (Institut d'Histoire de la musique), puis entre 1904 et 1908 il étudie la composition avec Arnold Schönberg qui eut une grande influence sur sa musique et se lie d'amitié avec Alban Berg. En 1906, il obtient son doctorat en musicologie sur le Choralis Constantinus d'Heinrich Isaac. Il compose un nombre important d'œuvres de jeunesse, puis quelques pièces sous l'influence de Schönberg, mais son catalogue « officiel » débute avec sa Passacaille pour orchestre opus 1 (1908). Il délaisse rapidement la tonalité, pour s'engager dans un style de musique atonale libre, en même temps que Schönberg et que Berg. Le 31 mars 1913, une de ses œuvres (les Six pièces pour grand orchestre) fait partie du programme d'un mémorable concert qui fut un des scandales les plus retentissants de l'époque. Un an après, la guerre éclate, il est mobilisé. Réformé à cause de sa mauvaise vue, il se met à composer un nombre important de pièces vocales (opus 12 à 19) sur des poèmes de Des Knaben Wunderhorn ou des textes mystiques. Parallèlement il mène une carrière de chef d'orchestre d'opérettes, qui lui causera nombre de déboires tant professionnels que de santé. En 1924, il compose sa première œuvre dodécaphonique (un Kinderstück pour piano), qui dès lors deviendra son unique technique d'écriture.
En 1926, il fait connaissance à Vienne de la poétesse Hildegard Jone (1891-1963), qui écrira les textes de toutes ses œuvres vocales ultérieures (Lieder opus 23 et 25, Das Augenlicht opus 26, Première et seconde cantates opus 29 et 31, ainsi qu'un fragment d'une troisième qui ne verra jamais le jour). Sa carrière de chef d'orchestre prendra une importance grandissante pendant la période sociale-démocrate (dite période austro-marxiste) grâce à l'appui d'un ami de Schönberg, David Josef Bach (en), devenant malgré lui une des vitrines culturelles de l'austro-marxisme. En février 1934 une série d'émeutes et d'affrontements entre des miliciens nazis et communistes embrasent Vienne et Linz. Le chancelier Dollfuss (assassiné six mois plus tard par les nazis) décrète le couvre-feu et instaure l'état d'urgence : tous les élus socio-démocrates voient leur mandat annulé, les syndicats et associations ouvrières dissous. Webern perd alors son poste de chef d'orchestre à la RAVAG (la radio autrichienne), ce qui le privera d'une partie de ses modestes revenus. En 1935, Alban Berg meurt d'une septicémie. En 1936, Webern est pressenti pour diriger la création du Concerto à la mémoire d'un ange de Berg à Barcelone, mais après quelques répétitions, Webern se sent incapable de continuer ; la création est assurée par Hermann Scherchen. Cet événement mettra une fin définitive à la carrière de chef de Webern.
En 1938, les nazis annexent l'Autriche. Webern voit une grande partie de ses amis, de ses élèves juifs s'exiler. Ne prenant pas lui-même le chemin de l'exil, il reste en Autriche et sera alors mis au ban de la scène culturelle par les nazis. Il fait partie des musiciens considérés comme « dégénérés » par les nazis. Il se réfugie dans un exil intérieur, poursuivant inlassablement son œuvre, malgré les bombardements (à partir de l'automne 1943), un enrôlement forcé (mais bref) dans la défense antiaérienne. Il pourra néanmoins à deux reprises quitter l'Autriche pour la Suisse : en 1940 pour assister à une reprise de sa Passacaille pour orchestre opus 1, puis en 1943 pour la création de ses Variations pour orchestre opus 30 à Winterthour. Très démuni financièrement, il est contraint de solliciter à plusieurs reprises la Künstlerdank, une bourse de survie accordée aux musiciens nécessiteux par le ministère nazi de la culture. En février 1945, son fils Peter, en service dans l'armée du Reich, meurt dans un bombardement près de Zagreb. C'est pour Webern un choc dont il ne se remettra jamais. Le 31 mars 1945 pour fuir l'armée soviétique, Webern et sa famille quittent leur maison de Maria Enzersdorf (près de Mödling à vingt kilomètres au sud de Vienne) pour Mittersill dans le Tyrol. C'est là que Webern passera les derniers mois de sa vie. Juste après la capitulation, il est pressenti pour occuper un poste d'enseignement au Conservatoire de Vienne, mais il n'en aura jamais écho.
Les circonstances de sa mort ne sont pas connues dans tous les détails, mais ce qui suit serait proche de la vérité. Le 15 septembre 1945 au soir, Webern sort sur la terrasse de sa maison d'accueil pour fumer un cigare, oubliant le couvre-feu. Il est alors tué par méprise par une sentinelle américaine, Raymond Norwood Bell.

## Sa musique

Partition de Kinderstück (1924).

Après de nombreuses compositions tonales de jeunesse, en 1909 (Cinq Lieder opus 3), il délaisse le système tonal, au profit d'une écriture atonale libre dans un style expressionniste. Il explore également la petite forme (aphorisme, on a même souvent associé l'esthétique wébernienne à celle des Haïku japonais)[réf. nécessaire], ainsi que la  Klangfarbenmelodie élaborée par Schönberg dans ses propres Cinq pièces pour orchestre opus 16 (no 3 : Farben, et no 5 le récitatif obligé). En 1924 (Kinderstück), suivant de près Schönberg et Berg, Webern remplace la libre atonalité par la technique du dodécaphonisme.
À partir de ce moment, la musique de Webern se concentre vers une organisation de plus en plus rationalisée des sons non seulement dans leurs hauteurs (série), mais d'une certaine façon également dans leurs durées, tout en faisant un emploi de plus en plus important du contrepoint : canons (Symphonie opus 21…), fugue (Quatuor opus 28). Dans ses Variations pour orchestre opus 30 et sa Deuxième cantate opus 31, il élabore un traitement sériel en chaînes et réseaux, que sa mort l'empêcha de poursuivre.
Après la Seconde Guerre mondiale, on a vu en Webern une nouvelle voie à suivre dans le domaine de la composition (voir l'article Musique sérielle).

## Catalogue des œuvres

### Pièces numérotées
- Passacaille, pour orchestre, op. 1 (1908)
- Entflieht auf Leichten Kähnen, pour chœur a cappella sur un texte de Stefan George, op. 2 (1908)
- Cinq lieder sur Der Siebente Ring, pour voix et piano, op. 3 (1908-09)
- Cinq lieder de Stefan George, pour voix et piano, op. 4 (1908-09)
- Cinq mouvements pour quatuor à cordes, op. 5 (1909)
- Six pièces pour grand orchestre, op. 6 (1909-10, révisé en 1928)
- Quatre pièces pour violon et piano, op. 7 (1910)
- Deux lieder, sur des textes de Rainer Maria Rilke, pour voix et ensemble de chambre, op. 8 (1925)
- Six Bagatelles pour quatuor à cordes, op. 9 (1913)
- Cinq pièces pour orchestre, op. 10 (1911-13)
- Trois petites pièces pour violoncelle et piano, op. 11 (1914)
- Quatre lieder, pour voix et piano, op. 12 (1915-17)
- Quatre Lieder, pour voix et orchestre de musique de chambre, op. 13 (1914-18)
- Six Lieder pour voix, clarinette, clarinette basse, violon et violoncelle, op. 14 (1917-21)
- Cinq chants sacrés, pour voix et petit ensemble, op. 15 (1917-22)
- Cinq canons sur des textes latins, pour soprano, clarinette et clarinette basse, op. 16 (1923-24)
- Trois mélodies populaires sacrées, pour voix, violon, clarinette et clarinette basse, op. 17 (1924)
- Trois Lieder, pour voix, clarinette en mi♭ et guitare, op. 18 (1925)
- Deux Lieder, pour chœur mixte, célesta, guitare, violon, clarinette et clarinette basse, op. 19 (1926)
- Trio à cordes, op. 20 (1927)
- Symphonie, op. 21 (1928)
- Quatuor pour violon, clarinette, saxophone ténor et piano, op. 22 (1930)
- Trois lieder sur Viae inviae de Hildegard Jone, pour voix et piano, op. 23 (1934)
- Concerto pour neuf instruments pour flûte, hautbois, clarinette, cor, trompette, trombone, violon, alto et piano, op. 24 (1934)
- Trois lieder pour voix et piano, op. 25 (1934-35)
- Das Augenlicht, pour chœur mixte et orchestre, op. 26 (1935)
- Variations pour piano, op. 27 (1936)
- Quatuor à cordes, op. 28 (1937-38) - dont la série est basée sur le motif BACH
- Cantate no 1, pour soprano, chœur mixte et orchestre, op. 29 (1938-39)
- Variations, pour orchestre, op. 30 (1940)
- Cantate no 2, pour soprano, basse, chœur et orchestre, op. 31 (1941-43)

### Pièces sans numéro d'opus
- Deux pièces pour violoncelle et piano (1899)
- Trois poèmes pour voix et piano (1899–1902)
- Huit chants de jeunesse pour voix et piano (1901–03)
- Trois lieder d'après Ferdinand Avenarius (1903–04)
- Im Sommerwind, idylle pour grand orchestre d'après un poème de Bruno Wille (1904)
- Langsamer Satz (mouvement lent) pour quatuor à cordes (1905)
- Quatuor à cordes (août 1905)
- Pièce pour piano (1906)
- Rondo pour piano (1906)
- Rondo pour quatuor à cordes (1906)
- Cinq lieder d'après Richard Dehmel (1906–08)
- Quintette pour piano (1907)
- Quatre lieder d'après Stefan George (1908–09)
- Cinq pièces pour orchestre (1913) - relié à l'opus 10, publié 1971 (édité par Friedrich Cerha)
- Trois pièces pour quatuor à cordes et mezzosoprano (1913)
- Trois lieder pour voix et orchestre (1913–14)
- Sonate pour violoncelle (1914)
- Kinderstück pour piano (1924)
- Pièce pour piano, dans le tempo d'un menuet (1925)
- Pièce pour trio à cordes (1925)

### Arrangements
- Thränenregen, Ihr Bild, Romance [extrait de Rosamunde], Der Wegweiser, et Du bist die Ruh’, de Franz Schubert, arrangés pour voix et orchestre (1903)
- Schatz-Walzer de Johann Strauss II, arrangé pour quatuor à cordes, harmonium et piano (1921)
- Symphonie de chambre n° 1 opus 9 d'Arnold Schoenberg, arrangée pour flûte (ou violon), clarinette (ou alto), piano, violon, et violoncelle (1922–23)
- Arbeiterchor de Franz Liszt, arrangé pour basse solo, chœur et orchestre (1924)
- Deutsche Tänze (Danses allemandes) de Schubert (1824, D.820), orchestrées par Webern (1931)
- Fuga (Ricercata) a 6 voci [Fugue n° 2] de l'Offrande Musicale de Johann Sebastian Bach, orchestration (1934–35)

## Hommages
L'astéroïde (4529) Webern, découvert en 1984, est nommé en son honneur.

### Bases de données et dictionnaires
- (en) Site officiel
- Ressources relatives à la musique :   - International Music Score Library Project
  - AllMusic
  - Bayerisches Musiker-Lexikon Online
  - BRAHMS
  - Carnegie Hall
  - Discogs
  - Grove Music Online
  - MusicBrainz
  - Muziekweb
  - Rate Your Music
  - Répertoire international des sources musicales
  - Songkick
- Ressources relatives à l'audiovisuel :   - AllMovie
  - Allociné
  - American Film Institute
  - Filmportal
  - IMDb
- Ressources relatives au spectacle :   - Archives suisses des arts de la scène
  - Les Archives du spectacle
  - Kunstenpunt
- Ressources relatives aux beaux-arts :   - AGORHA
  - RKDartists
- Ressource relative à plusieurs domaines :   - Radio France
- Notices dans des dictionnaires ou encyclopédies généralistes :   - Britannica
  - Brockhaus
  - Den Store Danske Encyklopædi
  - Deutsche Biographie
  - Enciclopedia italiana
  - Enciclopedia De Agostini
  - Gran Enciclopèdia Catalana
  - Hrvatska Enciklopedija
  - Internetowa encyklopedia PWN
  - Nationalencyklopedin
  - Munzinger
  - Österreichisches Biographisches Lexikon 1815–1950
  - Store norske leksikon
  - Treccani
  - Universalis
  - Visuotinė lietuvių enciklopedija
- Notices d'autorité :   - VIAF
  - ISNI
  - BnF (données)
  - IdRef
  - LCCN
  - GND
  - Italie
  - Japon
  - CiNii
  - Espagne
  - Belgique
  - Pays-Bas
  - Pologne
  - Israël
  - NUKAT
  - Catalogne
  - Suède
  - Vatican